# Gamelan

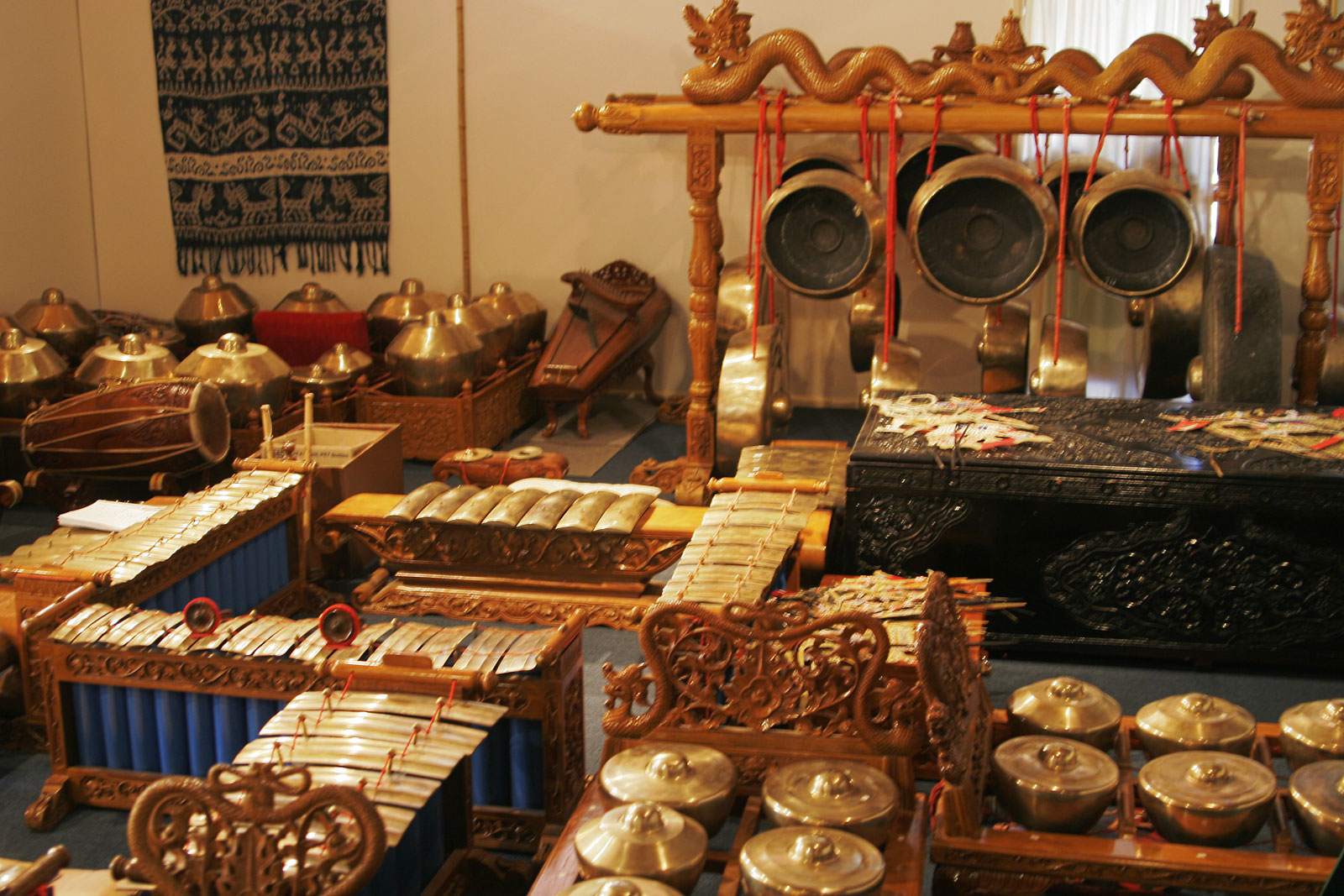
Strumenti del Gamelan all'ambasciata indonesiana di Canberra

Il gamelan è un'orchestra costituita da strumenti musicali prevalentemente idiofoni di origine indonesiana che comprende metallofoni, xilofoni, tamburi e gong, ma che può includere anche flauti di bambù, strumenti a corda e la voce. Tradizionalmente, il termine "gamelan" è usato in riferimento più al gruppo di strumenti che lo formano, che ai suonatori di questi stessi strumenti. Un gamelan è un'entità i cui strumenti sono costruiti e intonati per suonare insieme – strumenti di gamelan diversi non sono intercambiabili. 
La parola "gamelan" deriva probabilmente dalla parola giavanese "gamel", che significa percuotere con un mazzuolo.

## Diversi tipi di gamelan
Le orchestre gamelan sono comuni nelle isole di Giava, Madura, Bali e Lombok (e altre isole della Sonda) in Indonesia, in un'ampia gamma di formazioni e grandezze. A Bali e Lombok al giorno d'oggi, e a Giava nel XVIII secolo, il termine "gong" è o era preferito o veniva usato come sinonimo del gamelan. Tradizioni di gamelan si sono stabilite in Malaysia e Suriname grazie all'emigrazione, al commercio o alla diplomazia, e, in tempi più recenti, attraverso l'immigrazione, lo scambio culturale e l'entusiasmo locale, i gruppi di gamelan sono diventati attivi in Europa, America, Asia e Australia. 
Anche se includono certe volte voci soliste e corali, strumenti musicali a corda pizzicata o suonata con l'archetto e strumenti a fiato, i gamelan sono caratterizzati da un gran numero di strumenti a percussione, in particolar modo metallofoni. Un gamelan di Giava Centrale può comprendere saron e gendérs (barre di metallo poggiate o sospese, e percosse come un glockenspiel), gambang (simili ai saron ma con barre di legno invece che di metallo), bonang e kenong (gong di dimensioni piccole e medie poggiati in orizzontale su corde di un apposito telaio), gong sospesi di medie (kempul) e grandi dimensioni (gong ageng), e tamburi (kendhang). I metalli usati comprendono bronzo, ottone e ferro: il materiale migliore è considerato essere una lega di bronzo con 10 parti di rame e 3 di stagno. Esistono, inoltre, formazioni gamelan composte interamente di strumenti di bambù. 
- Gamelan indonesiani
- Bali
- Gamelan angklung
- Gamelan bebonangan
- Gamelan gandrung
- Gamelan gambang
- Gamelan gender wayang
- Gamelan gong gede
- Gamelan gong kebyar
- Gamelan gong suling
- Gamelan jegog
- Gamelan joged bumbung
- Gamelan selunding
- Gamelan semar pegulingan
- Kecak
- Giava
- Giava Centrale
- Gamelan rituale o "arcaico"
- Gamelan Sekati
- Gamelan classico
- Gamelan gadhon
- Gamelan siteran
- Il Gamelan delle corti
- Mangkunagaran
- Pakualaman
- Kraton Surakarta
- Kraton Yogyakarta

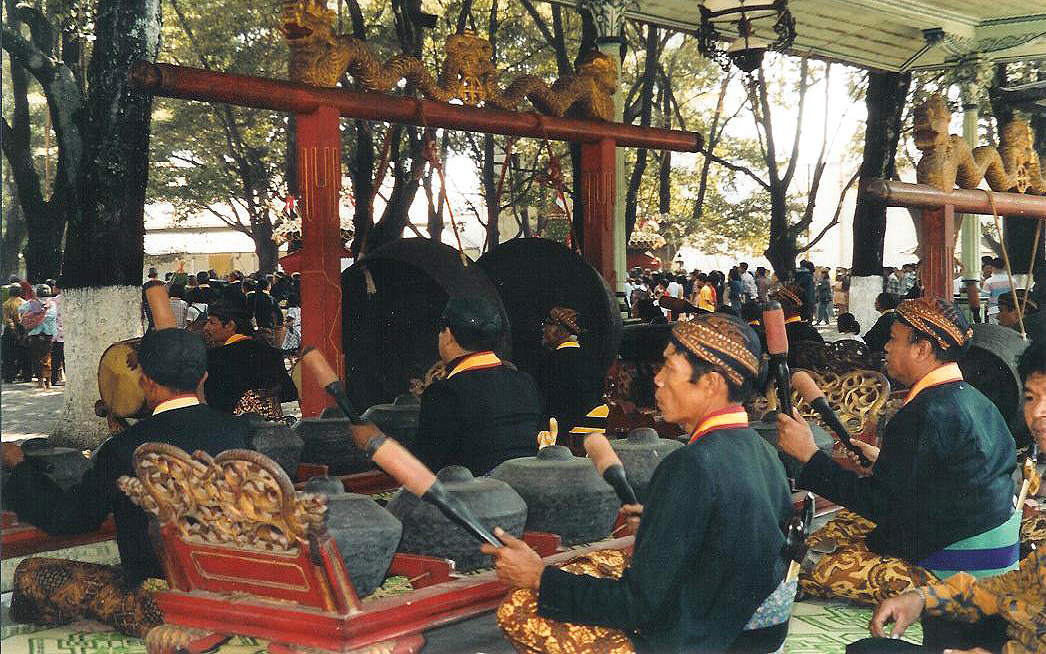
Gamelan cerimoniale Munggang, Kraton Surakarta

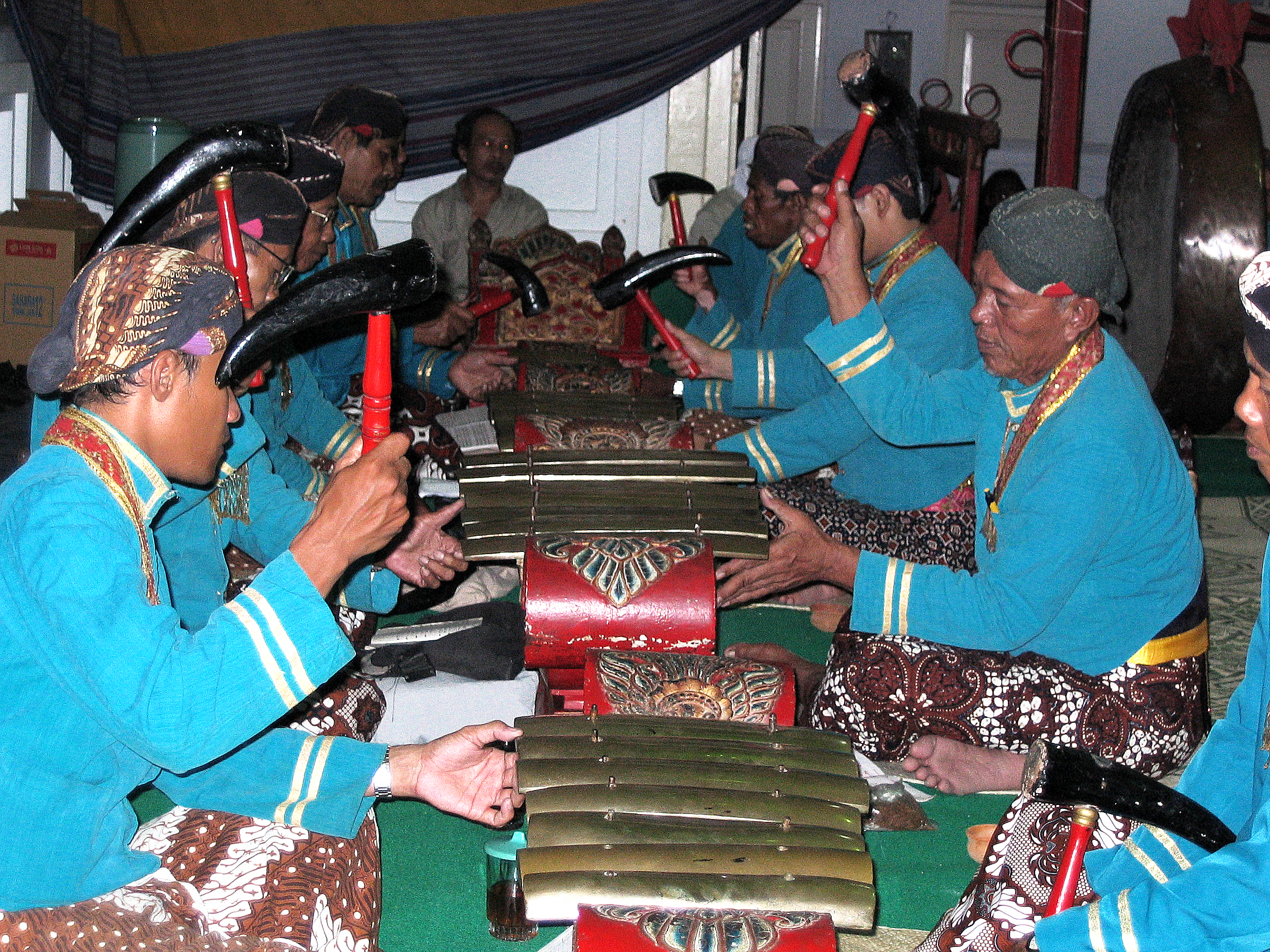
Saron di un Gamelan Sekati, Yogyakarta

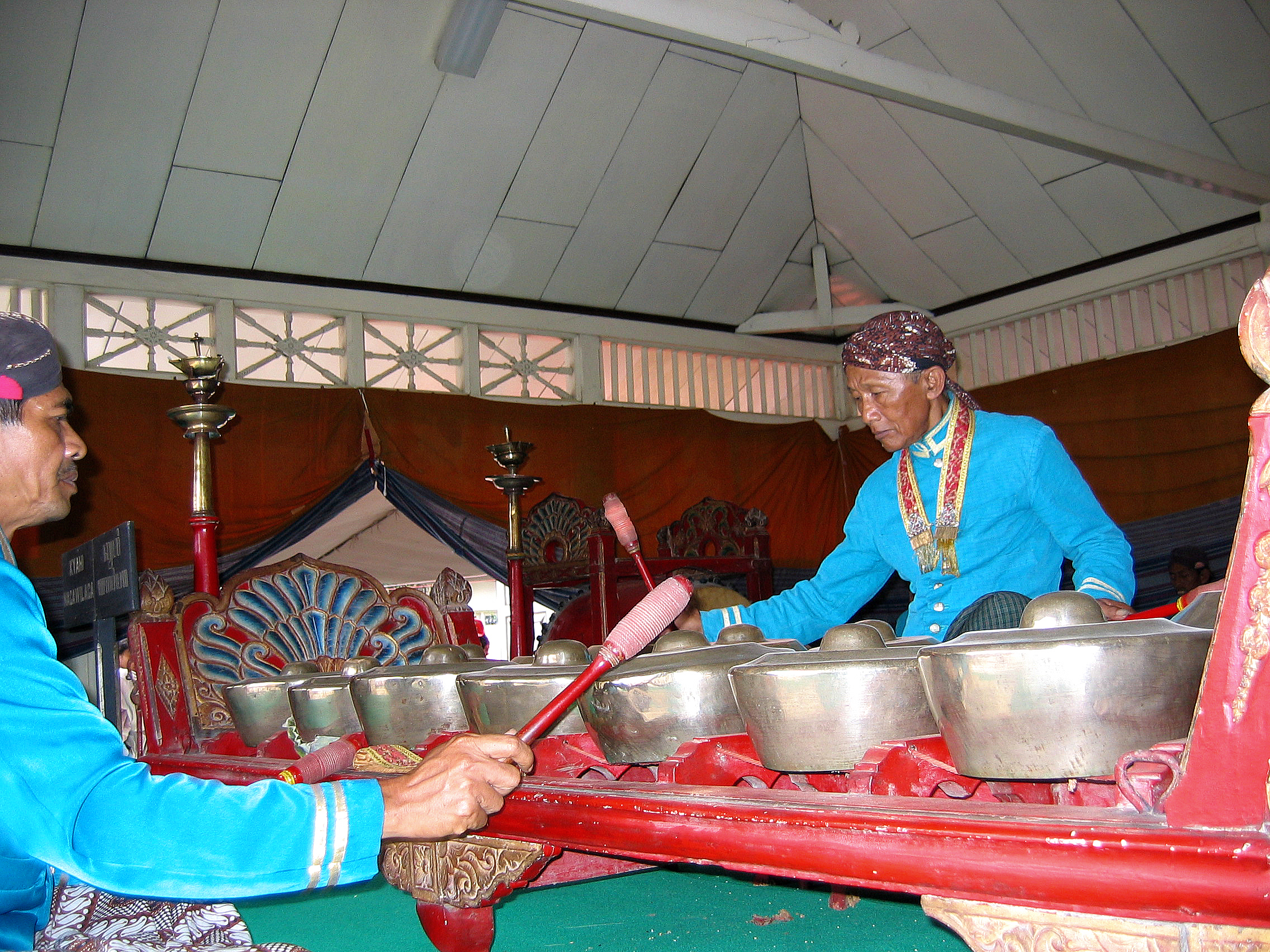
Bonang di un Gamelan Sekati, Yogyakarta

- Banyumas: Gamelan con bambù e Gamelan senza strume
- Giava orientale
- Sunda (Giava occidentale)
- Degung
- Jaipongan
- Kliningan
- Salendro
- Kecapi suling
- Tembang sunda
- Sumatra
- Gamelan non indonesiani
- American gamelan

## Intonazione e scale
L'intonazione di un'orchestra gamelan è un argomento complesso. I gamelan possono avere quattro scale: sléndro, pélog, degung (esclusivamente a Sunda, nell'Ovest di Giava) e madenda (conosciuto anche come diatonis, simile a una scala naturale minore europea). Nel gamelan della zona centrale di Giava, sléndro è la scala con 5 note nell'ottava, con intervalli tendenzialmente equivalenti tra loro, mentre pélog è la scala di 7 note, con intervalli irregolari.
I gamelan di questa zona generalmente hanno due versioni di ciascuno strumento: una nella scala slendro, l'altra nella scala pelog. Gli strumenti delle due versioni non suonano mai contemporaneamente, in quanto ogni pezzo musicale è nell'una o nell'altra scala.
Una particolarità dei gamelan è che, anche se gli intervalli tra le note di ogni scala tendono a essere simili, le specifiche altezze delle note possono essere diverse, occasionalmente in modo notevole; quindi la specifica intonazione cambia da un gamelan all'altro. Colin McPhee dice che "le deviazioni in ciò che è considerata essere la stessa scala sono talmente ampie che uno può a ragione affermare che vi siano tante scale quanti gamelan".
Nel gamelan di Bali è consuetudine suonare con coppie di strumenti (identici) che hanno un'accordatura lievemente differente tra loro, e ciò contribuisce a produrre un suono caratteristicamente vibrante e scintillante.

## L'influenza sulla musica occidentale

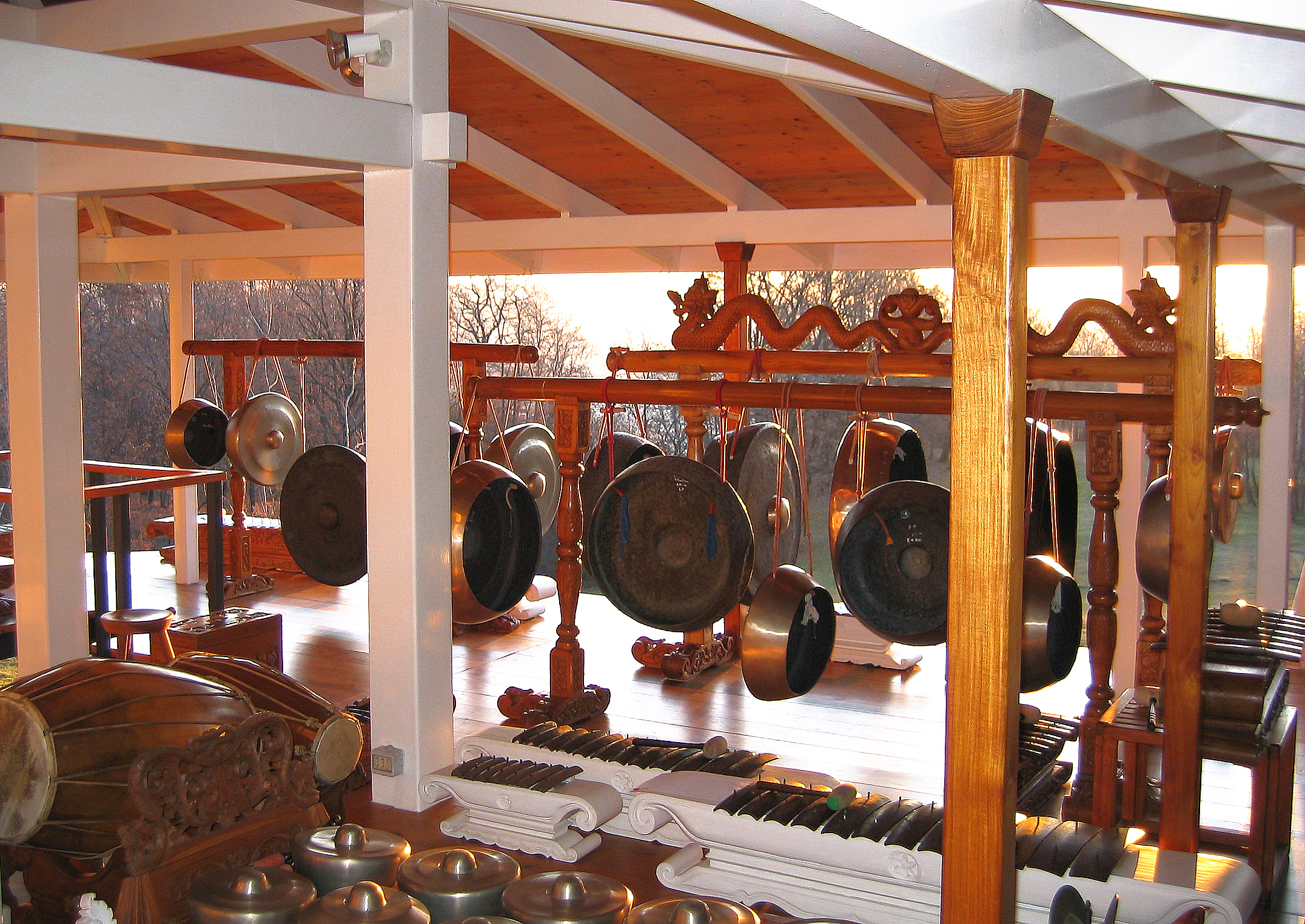
Strumenti del Montebello Gamelan, in Italia

Il gamelan è stato apprezzato da svariati compositori di musica classica, il più famoso tra i quali fu Claude Debussy che ne udì un gruppo suonare all'esposizione universale di Parigi nel 1889. Il gamelan che Debussy ascoltò in quell'occasione era di Sunda (Giava dell'Ovest). Il compositore francese rimase affascinato da questo tipo di musica, e proprio per questo in alcune sue composizioni, per esempio nel brano Pagodes, appartenente alla Suite per pianoforte Estampes, si possono riscontrare citazioni dirette di scale, melodie, ritmi o tessuti musicali di gamelan. La composizione di Debussy dove è più evidente l'influenza della musica giavanese è però la Fantaisie, terminata proprio dopo aver ascoltato l'orchestra gamelan all'Esposizione. Omaggi diretti alla musica gamelan si possono trovare nei lavori di Béla Bartók, Olivier Messiaen, Colin McPhee e Benjamin Britten. In tempi più recenti, alcuni compositori americani come Barbara Benary, Lou Harrison, Michael Tenzer, Evan Ziporyn, Daniel James Wolf e Jody Diamond, canadesi come Claude Vivier e australiani come Peter Sculthorpe. 

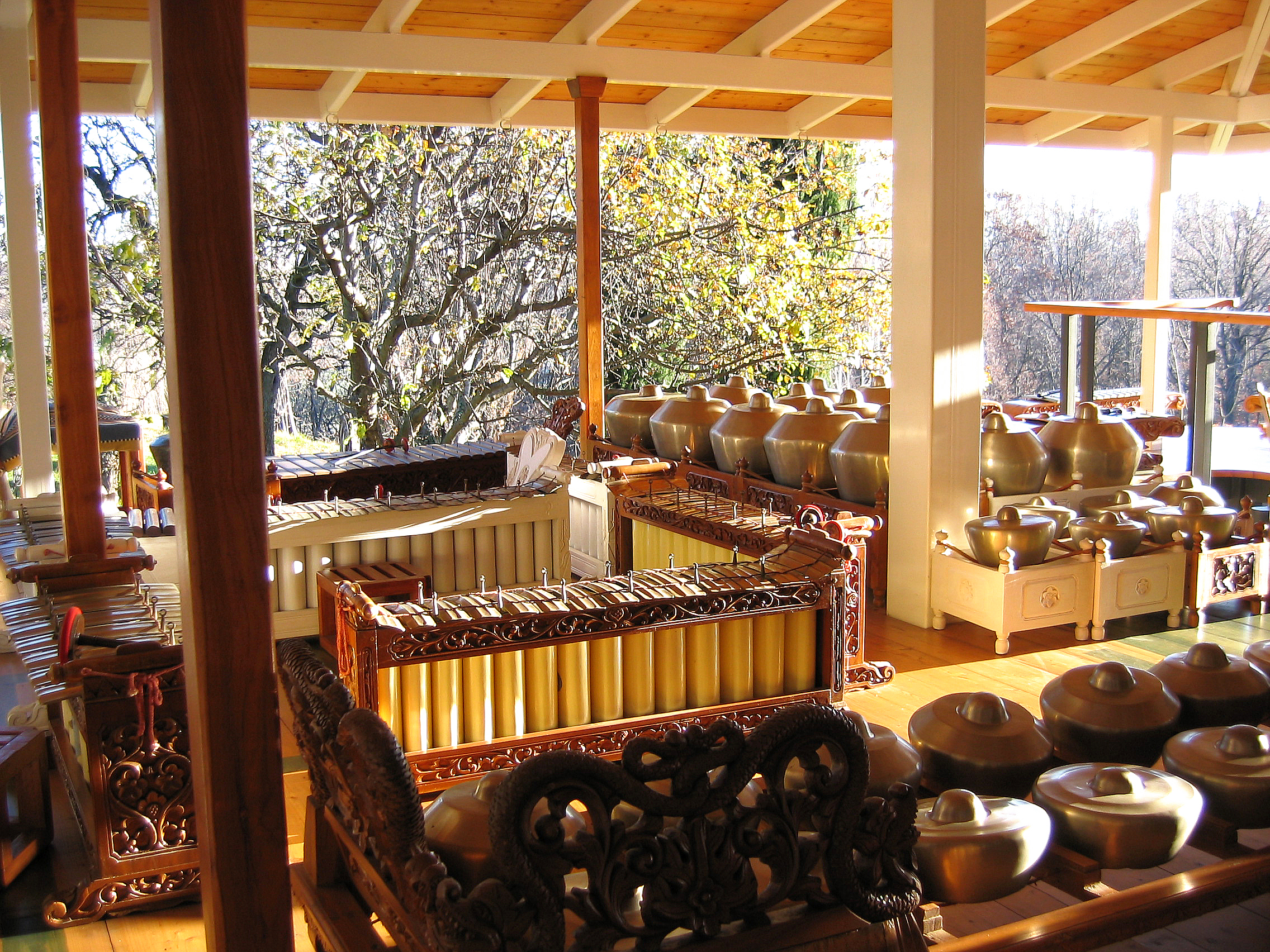
Strumenti del Montebello Gamelan, in Italia

Andrew Schultz e Ross Edward, ma anche altri, hanno scritto lavori con parti per strumenti gamelan o per complete orchestre gamelan.
I Nyoman Windha è uno tra i compositori indonesiani contemporanei che hanno composto dei pezzi usando strumenti occidentali e gamelan. Il gruppo pop sperimentale Xiu Xiu usa percussioni gamelan in molte sue canzoni.
Un gran numero di college negli Stati Uniti d'America (e altrove al di fuori dell'Indonesia) possiede orchestre gamelan. I gamelan statunitensi sono abitualmente formati da gruppi di studenti di origini miste (una pratica molto rara in Indonesia per motivi religiosi). 
Sempre negli Stati Uniti, esistono anche dei gruppi professionisti di gamelan, tra cui il Gamelan Son of Lion, un gruppo incentrato sulla musica contemporanea di compositori non indonesiani.
Daniel Schmidt, insegnante di gamelan presso il Mills College, ha sfruttato le sue conoscenze sullo strumento per costruire l'American gamelan.

## Galleria d'immagini

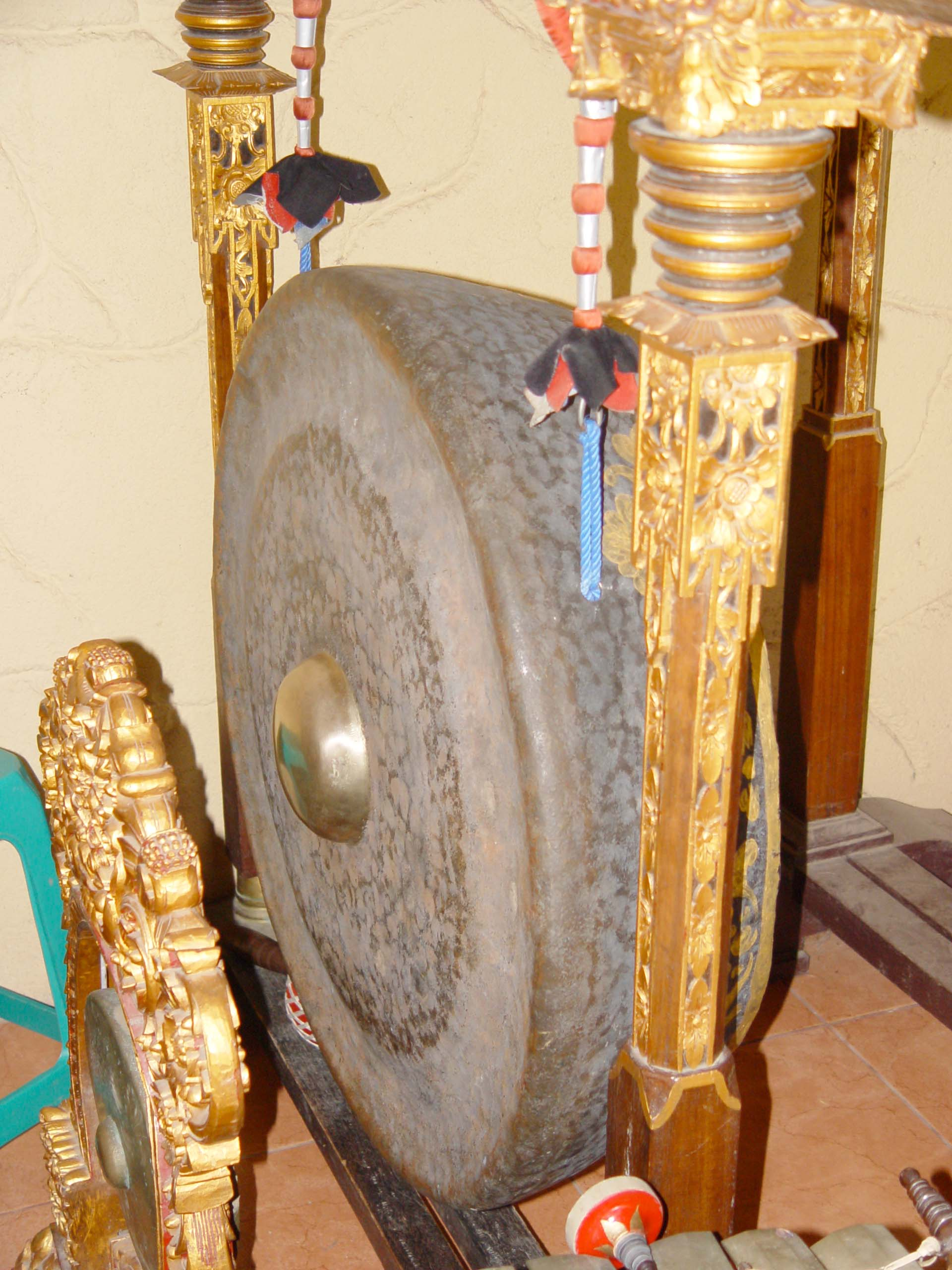
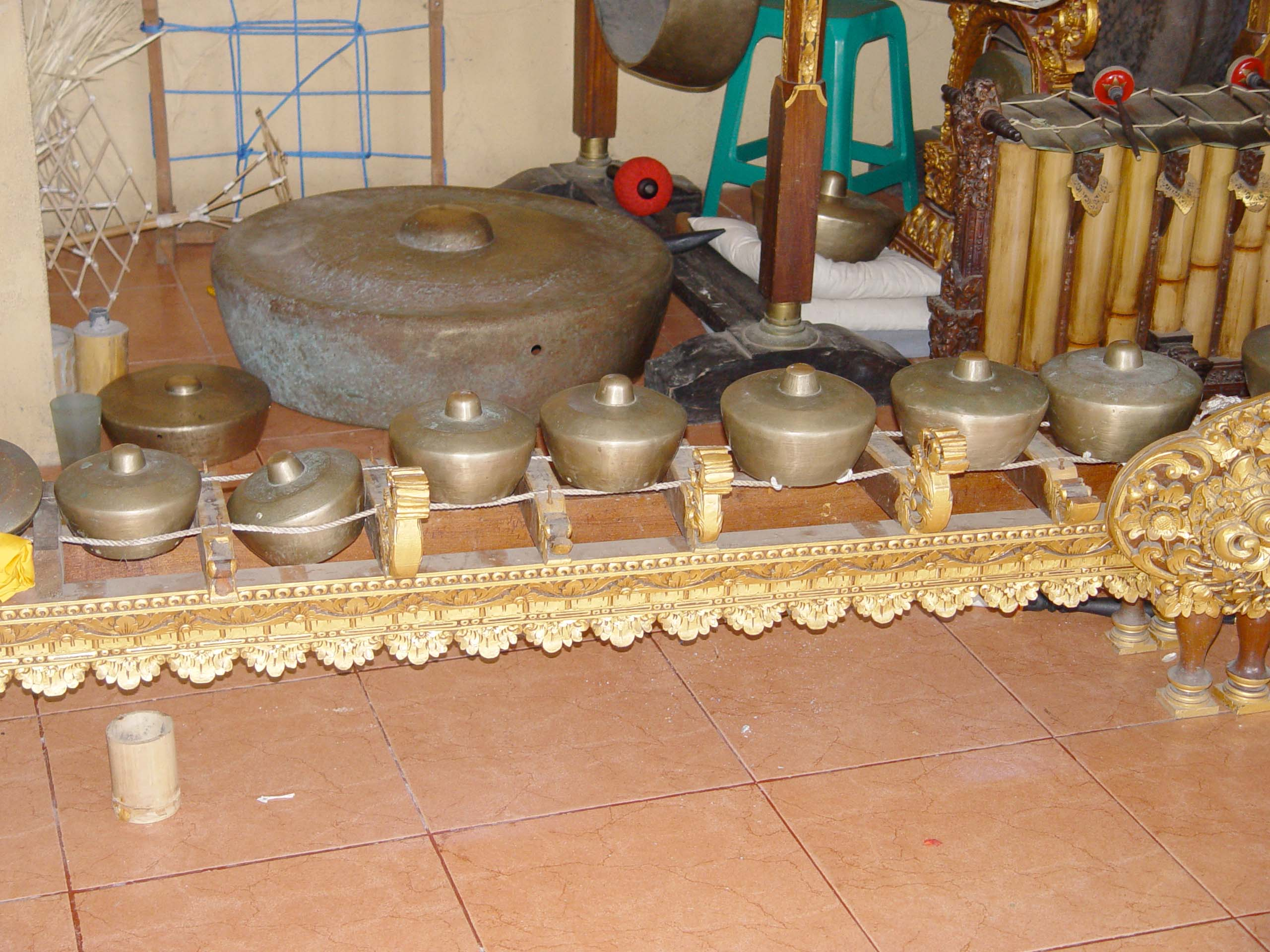
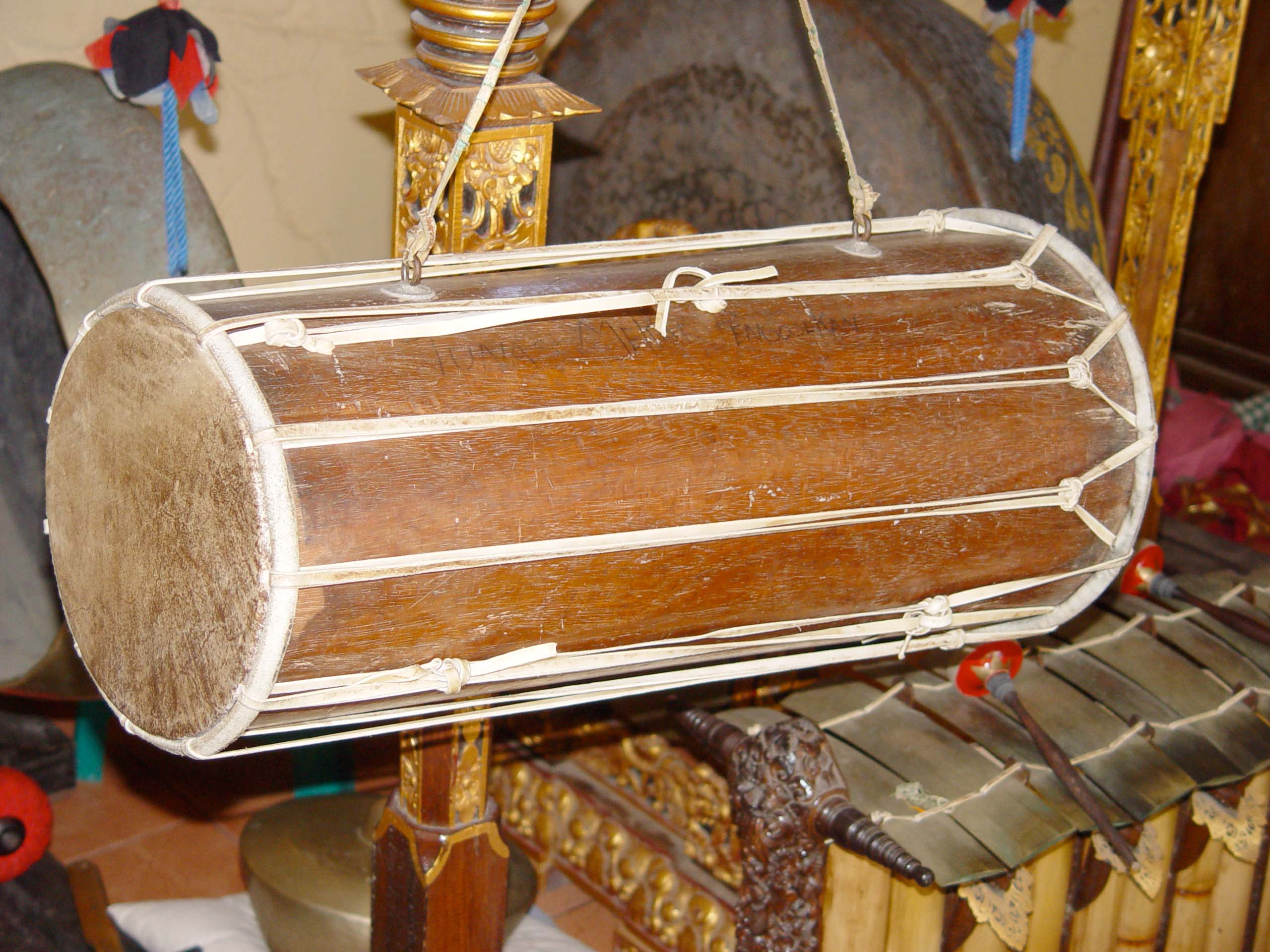
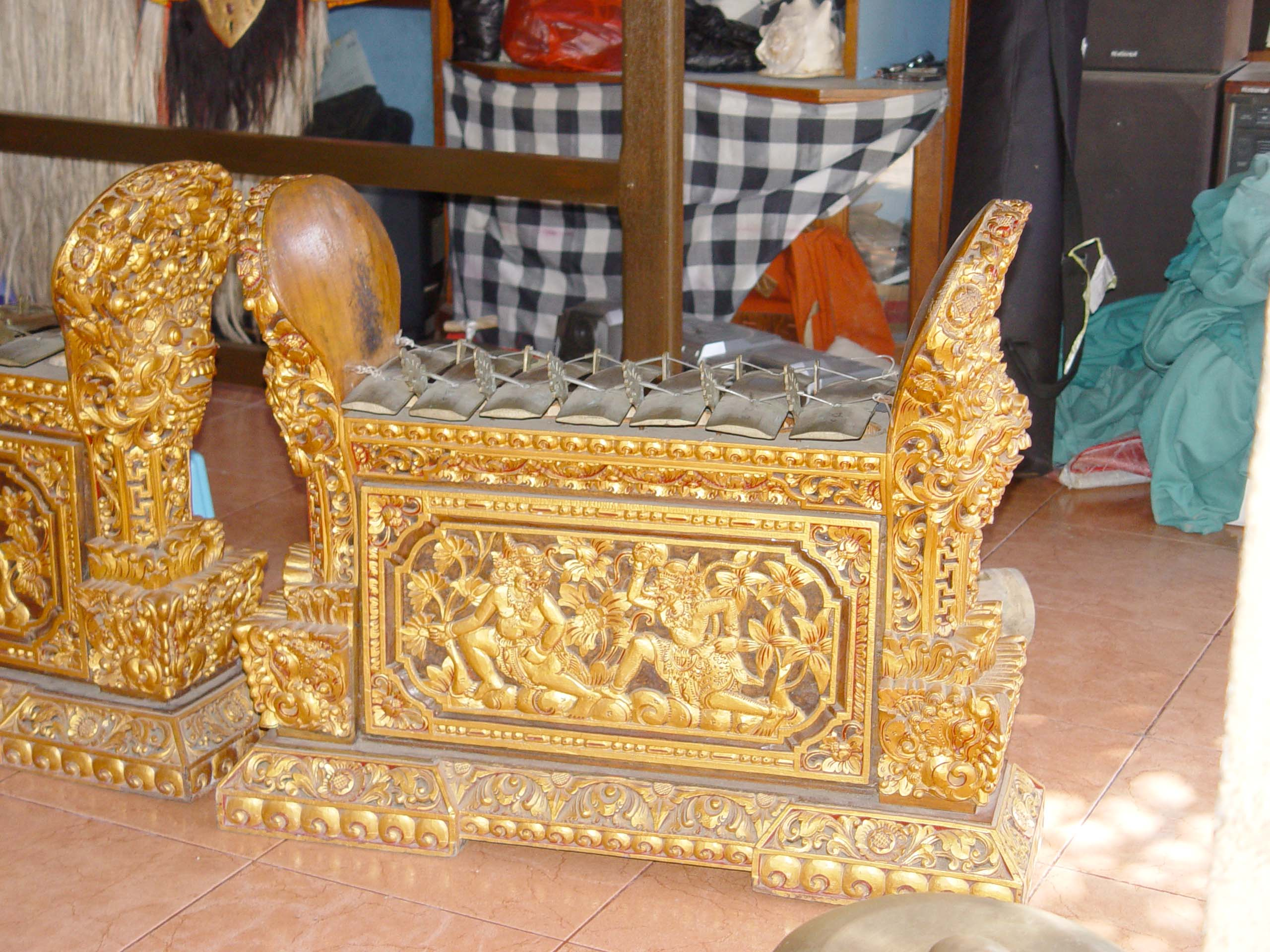
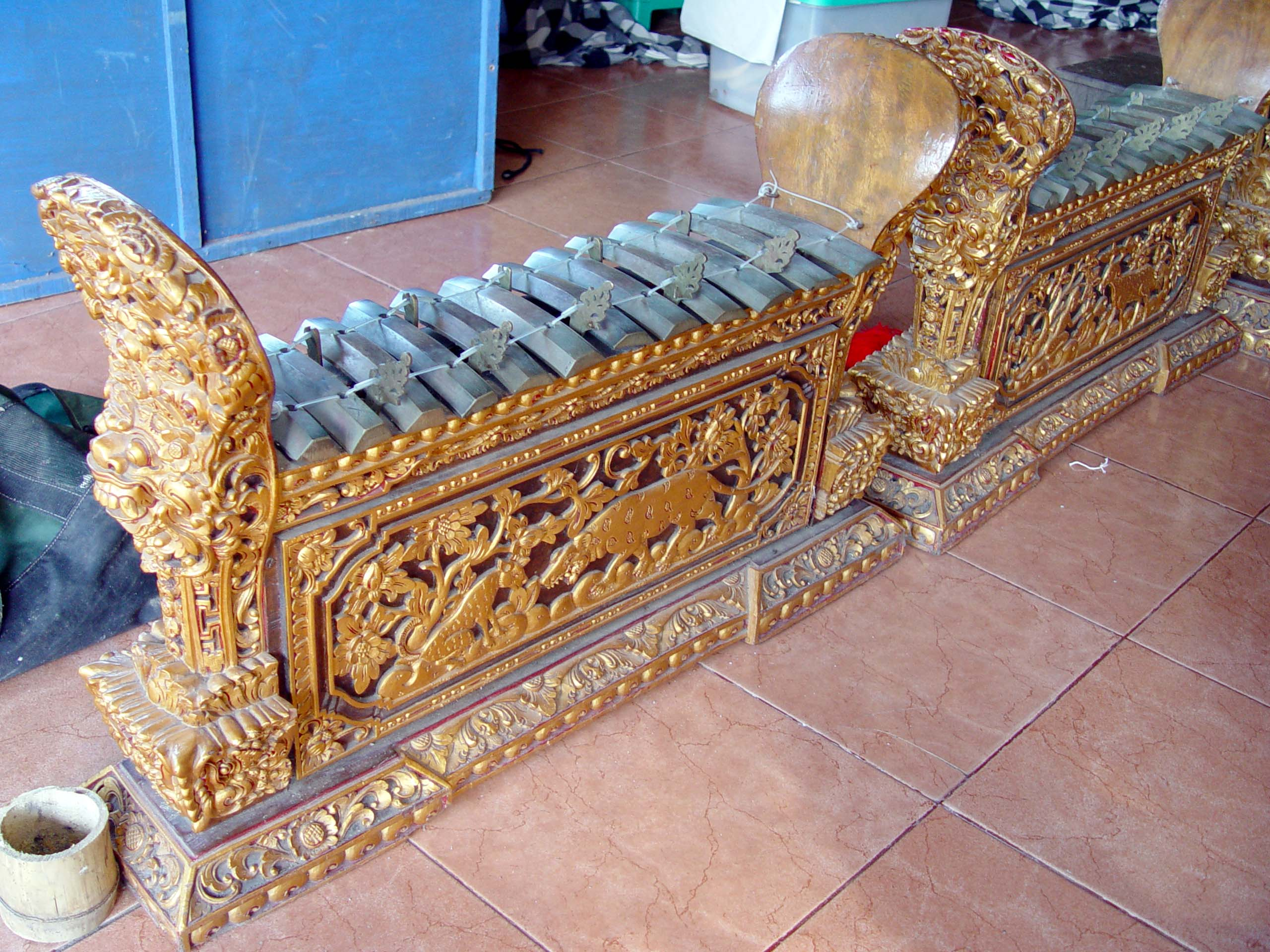
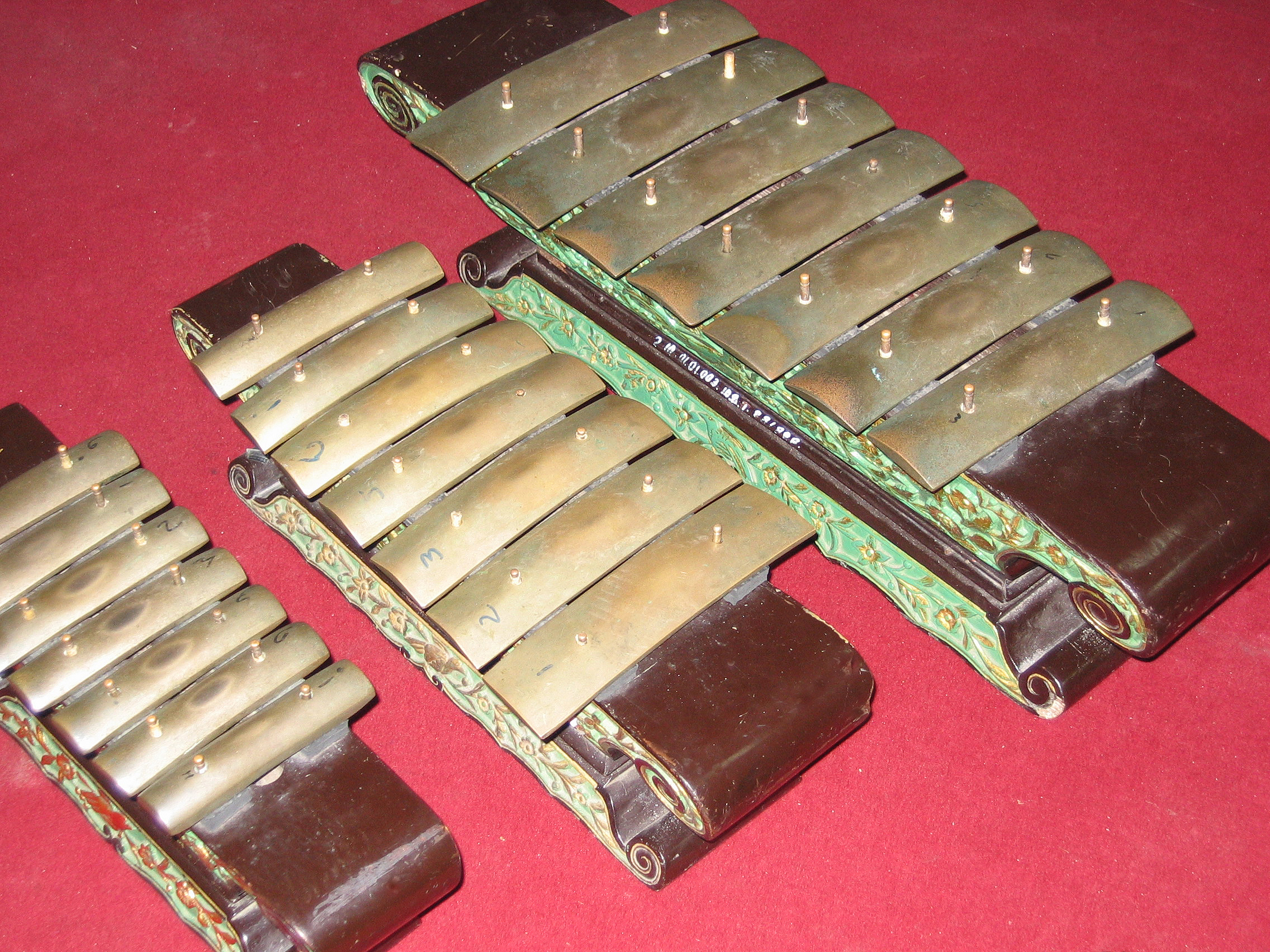
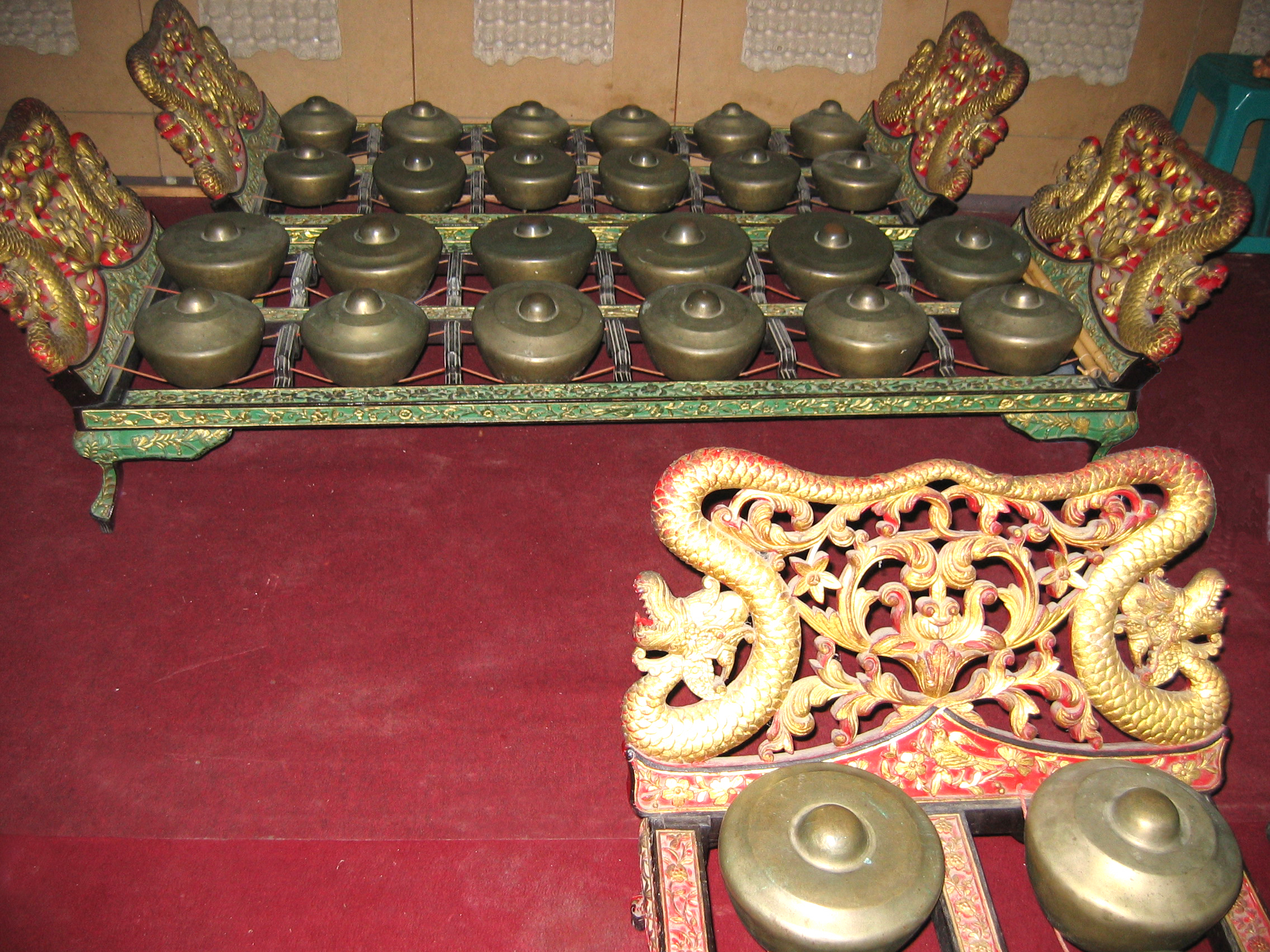
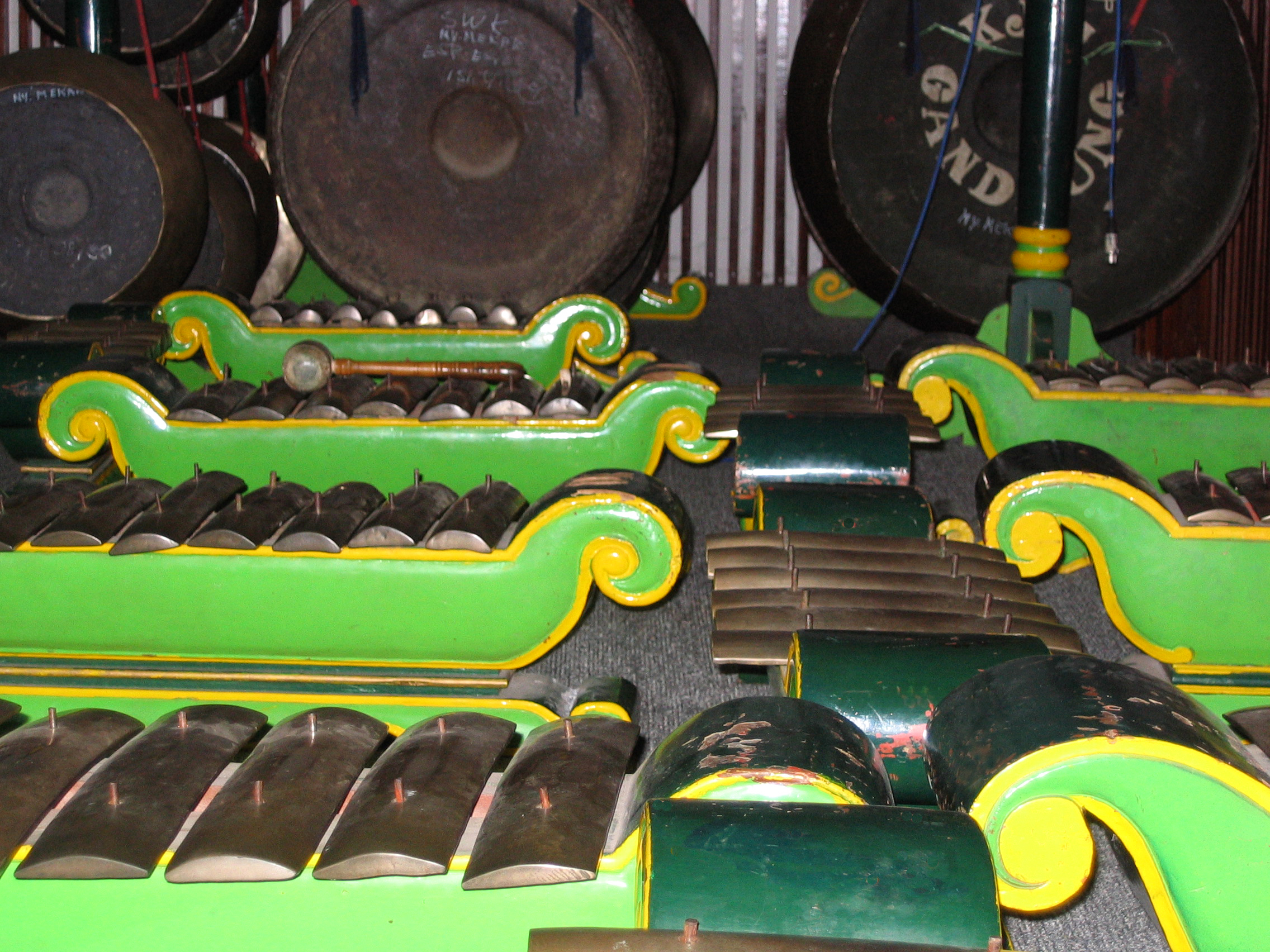
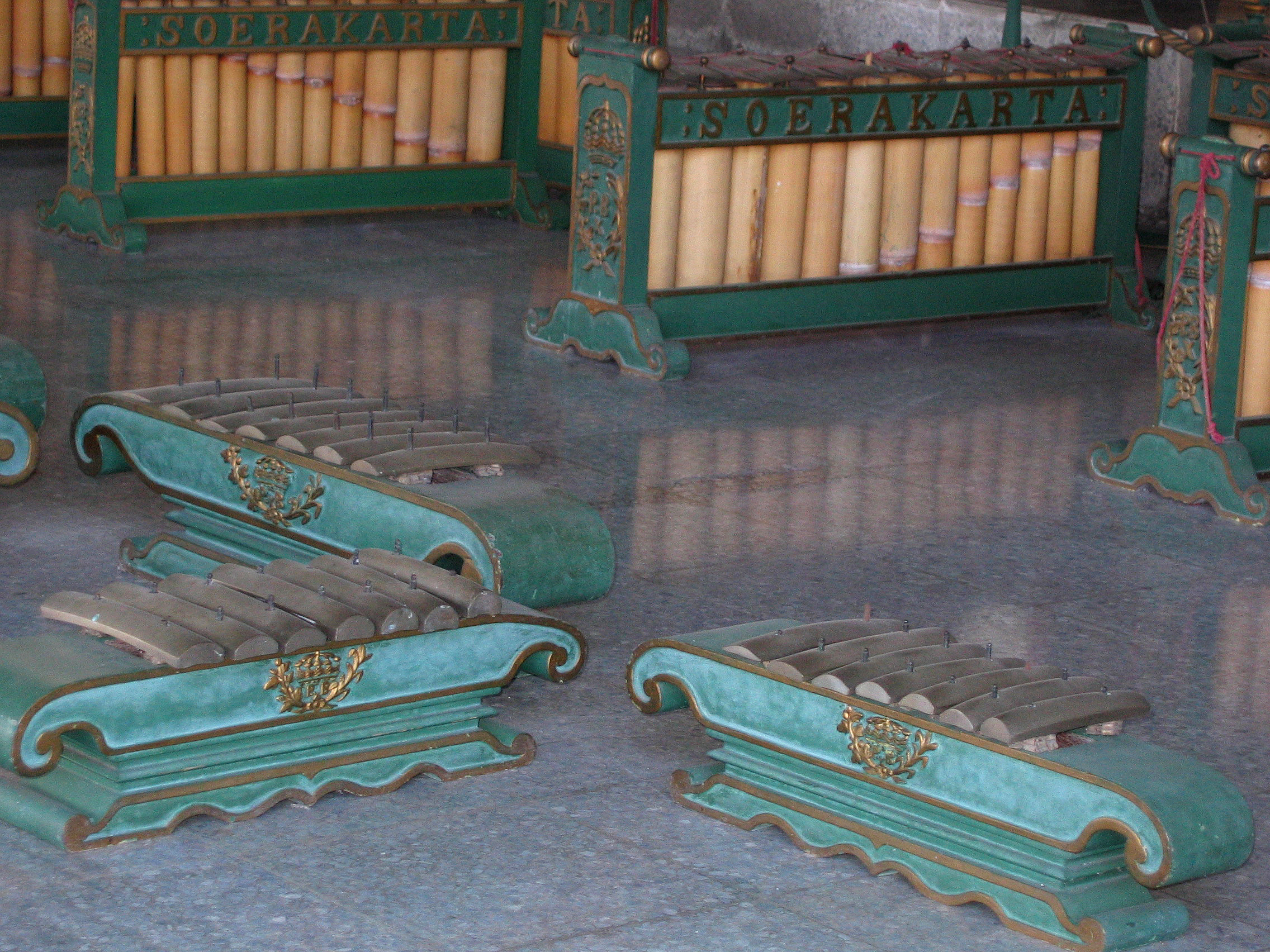